# Premiile muzicale Radio România 2013
A unsprezecea gală a premiilor muzicale Radio România a fost ținută pe 17 martie 2013 în Sala Radio din București, având ca scop recunoașterea celor mai populari artiști români din anul 2012. A fost transmisă în direct pe stațiile Radio România Actualități și Radio România Internațional, difuzată pe posturile TVR 1 și TVR Internațional și prezentată de Ilinca Goia și Marius Manole. Premiul Artistul anului i-a revenit [[]]. 

## Spectacole
| Artiști           | Melodii |
| ----------------- | ------- |
| Angela Similea    | „”      |
| Andra             | „”      |
| Zoia Alecu        | „”      |
| Ștefan Bănică Jr. | „”      |
| Holograf          | „[[]]”  |
| Connect-R         | „”      |
| What’s UP         | „”      |
| Vunk              | „”      |
| Ștefan Stan       | „”      |
| Keo               | „”      |
| Mircea Baniciu    | „”      |
| Poesis            | „”      |
| Mădălina Cernat   | „”      |
| Direcția 5        | „”      |

## Prezentatori
- [[]] - a prezentat premiul pentru .
- [[]] - a prezentat premiul pentru .
- [[]] - a prezentat premiul pentru , revendicat de [[]] în numele .
- [[]] - a prezentat premiul pentru .
- [[]] - a prezentat premiul pentru .
- [[]] - a prezentat premiul pentru .
- [[]] și [[]] - i-au înmânat Premiul  lui [[]].
- [[]] - a prezentat premiul pentru .
- - a prezentat premiul Big Like - Facebook.
- [[]] și [[]] - au prezentat premiul .
- [[]] și [[]] - i-au înmânat Premiul pentru întreaga carieră compozitorului [[]].
- [[]] - a prezentat premiul .
- [[]] - a prezentat premiul .
- [[]] - a prezentat premiul pentru .
- [[]] - a prezentat premiul pentru Cea mai bună voce masculină.
- [[]] - a prezentat premiul .
- [[]] - a anunțat premiul .

## Câștigători și nominalizați
| Artistul anului | Debutul anului |
| --- | --- |
| - Ștefan Bănică Jr. - Connect-R - Loredana - Holograf - Smiley | - Ștefan Stan - Andrei Leonte - Life On Mars |
| Cel mai bun interpret | Cea mai bună interpretă |
| - Ștefan Bănică Jr. - Gabriel Cotabiță - Horia Brenciu - Smiley | - Loredana - Andra - Elena Gheorghe - Paula Seling |
| Cel mai bun cântec pop | Cel mai bun album pop |
| - „Vara nu dorm” - Connect-R - „Acasă” - Keo și Mircea Baniciu - „Ce e dragostea?” - Ștefan Bănică Jr. și Marius Moga - „Apa” - Loredana și Cabron - „K la meteo” - What's UP și Andra - „Mi-e sete de tine” - Alb Negru, Ralflo și Rareș - „O stea” - Deepcentral | - Altceva - Ștefan Bănică Jr. - Dragoste - Loredana - 25 de ani de muzică - Doar un om - Cătălin Crișan                                                |
| Cel mai bun cântec pop-dance | Cel mai bun artist pop-dance |
| - „Dead Man Walking” - Smiley - „Lemonade” - Alexandra Stan - „Shining Heart” - Laurențiu Duță & Andreea Bănică - „Minim doi” - Alex Velea - „What About Us” - Andra                                                                                               | - Andra - Alex Velea - Andreea Bănică - Alexandra Stan - Elena Gheorghe - INNA                                                                         |
| Cel mai bun cântec pop-rock | Cel mai bun album pop-rock |
| - „O fată ca ea” - Direcția 5 - „Cât de departe” - Holograf - „E magic” - Iris - „Lumea e a mea” - Voltaj - „Scapă-mă de ea” - Vunk - „Povestea noastră” - Bere Gratis                                                                                             | - Nu scapă nimeni (fără emoții) - Vunk - Dă vina pe... - Voltaj - Electric Love Story - Direcția 5 - În fața ta - Bere Gratis - Love Affair - Holograf |
| Cel mai bun grup pop-rock | Cel mai bun cântec folk |
| - Vunk - Bere Gratis - Direcția 5 - Holograf - Voltaj | - „Printre lupi” - Zoia Alecu - „Cântec de final” - Emeric Set - „Voi fi stea” - Poesis                                                                |
| Cel mai bun album folk | Cel mai bun artist folk |
| - Creanga de aur - Poesis - Printre lupi - Zoia Alecu - Târziu - Emeric Set | - Poesis - Emeric Set - Zoia Alecu |
| Radio România Junior | Cel mai bun compozitor |
| - Mădălina Cernat - Bianca Lixandru - Buzasi Patrik - Teodora Manolache | - Marius Moga - Laurențiu Duță - Smiley |
| Cel mai bun mesaj | |
| - „Acasă” - Keo și Mircea Baniciu - „Cai verzi pe pereți” - Smiley, Alex Velea, Don Baxter - „E bine și-așa rău” - Bandidos - „Ești iubibilă” - Taxi - „Ce e dragostea?” - Ștefan Bănică Jr. și Marius Moga                                                        | |

## Premii speciale
Ediția din 2013 a premiilor a inclus trei trofee speciale, care să nu aibă parte de nominalizări anterioare. S-au acordat două premii de excelență, cântăreței Angela Similea și compozitorului Paul Urmuzescu, și premiul pentru Cel mai difuzat artist la Radio România, trupei pop-rock Holograf.